# Petronella Johanna de Timmerman
Petronella Johanna de Timmerman, född 31 januari 1723 i Middelburg, död 2 maj 1786 i Utrecht, var en nederländsk poet och fysiker. Hon var dotter till köpmannen Pieter de Timmerman och Susanna van Oordt. Gift 1749 med advokaten Abraham Haverkamp och 1769 med Johann Friedrich Hennert, professor i matematik, astronomi och filosofi. Båda äktenskapen var barnlösa. 
Hon växte upp i en vetenskaplig och kulturell miljö. Timmerman skrev dikten Op de staartstar, zich vertoonende in de jaren 1743-1744 och skrev även poesi med sin förste make; en visa för ett bröllop och dikten Anna Elisabet Margaretha Coninck från 1750. Under sitt andra äktenskap bodde hon i Utrecht, där hon tillsammans med maken ägnade sig åt fysik. Hon accepterades 1774 som hedersledamot i akademin  ‘Kunstliefde Spaart Geen Vlijt’. Hon presenterade dikter för akademin, översatte franska pjäser och planerade att skriva en bok om fysik. 
År 1776 drabbades hon av en stroke som resulterade i afasi. Hennes änkling författade en biografi om henne och publicerade hennes dikter. 

## Eftermäle
Asteroiden 12626 Timmerman är uppkallad efter henne.